# Dancetaria
Albums par Indochine
Wax
(1996) Paradize
(2002)
Lives par Indochine
Indo Live
(1997) Génération Indochine
(2000)
Singles
1. Juste toi et moi / She Night
Sortie : 29 juin 1999
2. Stef II
Sortie : 20 mars 2000
3. Atomic Sky
Sortie : 8 mai 2000
4. Dancetaria
Sortie : 13 juin 2000

Dancetaria est le huitième album studio du groupe de rock français Indochine, sorti le 24 août 1999. D'abord prévu pour mars 1999, il est finalement paru en août à la suite de la mort de Stéphane Sirkis, le 27 février 1999.
Quatre des morceaux de l'album comportent des riffs de guitare composés par Stéphane Sirkis peu avant son décès. Les maquettes qu'il avait réalisées ont été réutilisées au moment du mixage final : il est donc cité dans les crédits de l'album en tant que guitariste, à titre posthume.
Le groupe, peu médiatisé à l'époque, vend cependant 120 000 exemplaires du disque, qualifié à l'époque de pop-glam-goth par Nicola Sirkis lui-même.
Olivier Gérard, dit oLi dE SaT, a fait les premiers arrangements. Nicola Sirkis et Jean-Pierre Pilot ont testé ses capacités sur les maquettes de Juste Toi Et Moi et Rose Song. Le résultat étant satisfaisant, Olivier Gérard s'est alors retrouvé à faire toute la production et arrangements de l'album. Il réalise notamment plusieurs remix de Stef II et Justine qui apparaissent sur les singles.
Sur certaines rééditions, la chanson Dancetaria apparaît sous sa forme "Radio Edit", qui a servi pour la publier en single, c'est-à-dire sans son introduction de 3:20, ramenant ainsi la chanson à une durée de 4:05.

## Liste des titres
| Disque | Disque                               | Disque                      | Disque                              | Disque | Disque | Disque | Disque | Disque | Disque |
| No     | Titre                                | Paroles                     | Musique                             | Durée  |        |        |        |        |        |
| ------ | ------------------------------------ | --------------------------- | ----------------------------------- | ------ | ------ | ------ | ------ | ------ | ------ |
| 1.     | Dancetaria                           | Nicola Sirkis               | Nicola Sirkis - Jean-Pierre Pilot   | 7:25   |        |        |        |        |        |
| 2.     | Juste toi et moi                     | Nicola Sirkis               | Nicola Sirkis - Jean-Pierre Pilot   | 4:03   |        |        |        |        |        |
| 3.     | Manifesto (Les divisions de la joie) | Nicola Sirkis               | Stéphane Sirkis - Jean-Pierre Pilot | 4:52   |        |        |        |        |        |
| 4.     | Justine                              | Nicola Sirkis               | Nicola Sirkis                       | 3:49   |        |        |        |        |        |
| 5.     | Atomic Sky                           | Nicola Sirkis               | Stéphane Sirkis - Jean-Pierre Pilot | 3:48   |        |        |        |        |        |
| 6.     | Rose Song                            | Nicola Sirkis               | Nicola Sirkis - Jean-Pierre Pilot   | 5:46   |        |        |        |        |        |
| 7.     | Stef II                              | Nicola Sirkis               | Stéphane Sirkis - Jean-Pierre Pilot | 3:47   |        |        |        |        |        |
| 8.     | She Night                            | Nicola Sirkis               | Stéphane Sirkis - Jean-Pierre Pilot | 4:38   |        |        |        |        |        |
| 9.     | Venus                                | Nicola Sirkis               | Nicola Sirkis                       | 4:43   |        |        |        |        |        |
| 10.    | Astroboy                             | Nicola Sirkis               | Nicola Sirkis - Jean-Pierre Pilot   | 4:06   |        |        |        |        |        |
| 11.    | Halleluya                            | Nicola Sirkis - Rudy Léonet | Nicola Sirkis - Jean-Pierre Pilot   | 4:04   |        |        |        |        |        |
| 12.    | Le message                           | Nicola Sirkis               | Nicola Sirkis                       | 3:07   |        |        |        |        |        |
| 56:54  |                                      |                             |                                     |        |        |        |        |        |        |

## Musiciens
Selon le livret inclut avec le CD :
- Nicolas Sirkis: Chant, guitares, Chœurs
- Stéphane Sirkis : Guitares, guimbarde
- Mr. JP Pilot : Programmation, Claviers, Pianos
- Mr. Boris : Guitares
- Mr. Eliard : Basse
- Mr. Mathieu Rabate: Batterie
- Mr. Olivier Gérard : Arrangements, Guitares, Claviers, Bruitages

## Crédits
- Préproduction et voix studio PABM à Suresnes par Jean-Pierre Pilot de décembre 1998 à mars 1999
- Enregistré aux studios ICP à Bruxelles par Phil Delire de mars à avril 1999
- Mixé au studio ICP à Bruxelles par Gareth Jones aidé par Phil Delire en avril 1999
- Ingénieur du son : Hervé Marignac
- Orchestration et Direction : Olivier Schultheis
- Pochette :
  - Conception :peggy.m
  - Réalisation : FKGB
  - Photos : peggy.m